# Fortuna (Dakota del Nord)
Fortuna è un centro abitato (city) degli Stati Uniti d'America, situato nella Contea di Divide nello Stato del Dakota del Nord. Nel censimento del 2010 la popolazione era di 31 abitanti. La città è stata fondata nel 1913. Situata a ridosso del confine con il Canada, è l'ultima località degli Stati Uniti attraversata dalla U.S. Route 85.

## Geografia fisica
Secondo i rilevamenti dell'United States Census Bureau, la località di Fortuna si estende su una superficie di 2,60 km², tutti occupati da terre.

## Popolazione
Secondo il censimento del 2000, a Fortuna vivevano 31 persone, ed erano presenti 8 gruppi familiari. La densità di popolazione era di 12 ab./km². Nel territorio comunale si trovavano 39 unità edificate. Per quanto riguarda la composizione etnica degli abitanti, il 100% era bianco. La popolazione di ogni razza ispanica corrispondeva al 3,23% degli abitanti.
Per quanto riguarda la suddivisione della popolazione in fasce d'età, il 19,4% era al di sotto dei 18, lo 0% fra i 18 e i 24, il 29,0% fra i 25 e i 44, il 22,6% fra i 45 e i 64, mentre infine il 29,0% era al di sopra dei 65 anni di età. L'età media della popolazione era di 46 anni. Per ogni 100 donne residenti vivevano 121,4 maschi.